# Guerra civil peruana de 1856-1858
La guerra civil peruana de 1856-1858, conocida también como la Revolución de Arequipa de 1856, fue una de las más largas y violentas del Perú. Fue un enfrentamiento entre las fuerzas del gobierno del mariscal Ramón Castilla y grupos de sublevados encabezados por el general Manuel Ignacio de Vivanco. Pero no se trató solo de una lucha entre caudillos sino también de una lucha casi ideológica pues se inició como un enfrentamiento entre liberales (gobiernistas) y conservadores (rebeldes). 
La rebelión de Vivanco fue una reacción de los conservadores ante las reformas liberales que se venían imponiendo en el país desde el triunfo de la revolución liberal de 1854 y la instalación de la Convención Nacional o Congreso Constituyente, que dio la Constitución liberal de 1856. Aunque al principio los liberales respaldaron al gobierno de Castilla, este en realidad era un conservador moderado que se fue alejando del liberalismo más extremo, hasta el punto que los liberales terminaron convirtiéndose en sus opositores.
La rebelión empezó el 31 de octubre de 1856 con el levantamiento de Arequipa y se extendió a Moquegua, Ayacucho y Piura. Los marinos de la escuadra también se sumaron a la sublevación, con la fragata Apurímac, la goleta Loa, el transporte Tumbes y otros buques menores, pero fracasó en su expedición al norte y más tarde al intentar desembarcar en el Callao, que en premio a su defensa del orden establecido fue elevado al rango de Provincia Constitucional. Finalmente, la rebelión se redujo a Arequipa, donde Vivanco y sus partidarios se atrincheraron y sufrieron un asedio de ocho meses, hasta que después de una terrible mortandad la ciudad fue tomada por Castilla, el 7 de marzo de 1858. Vivanco huyó a Chile. Pese a que los conservadores fueron los derrotados, los reclamos de estos terminaron por imponerse: la disolución de la Convención Nacional y la derogatoria de la Constitución Liberal de 1856.

## Causas

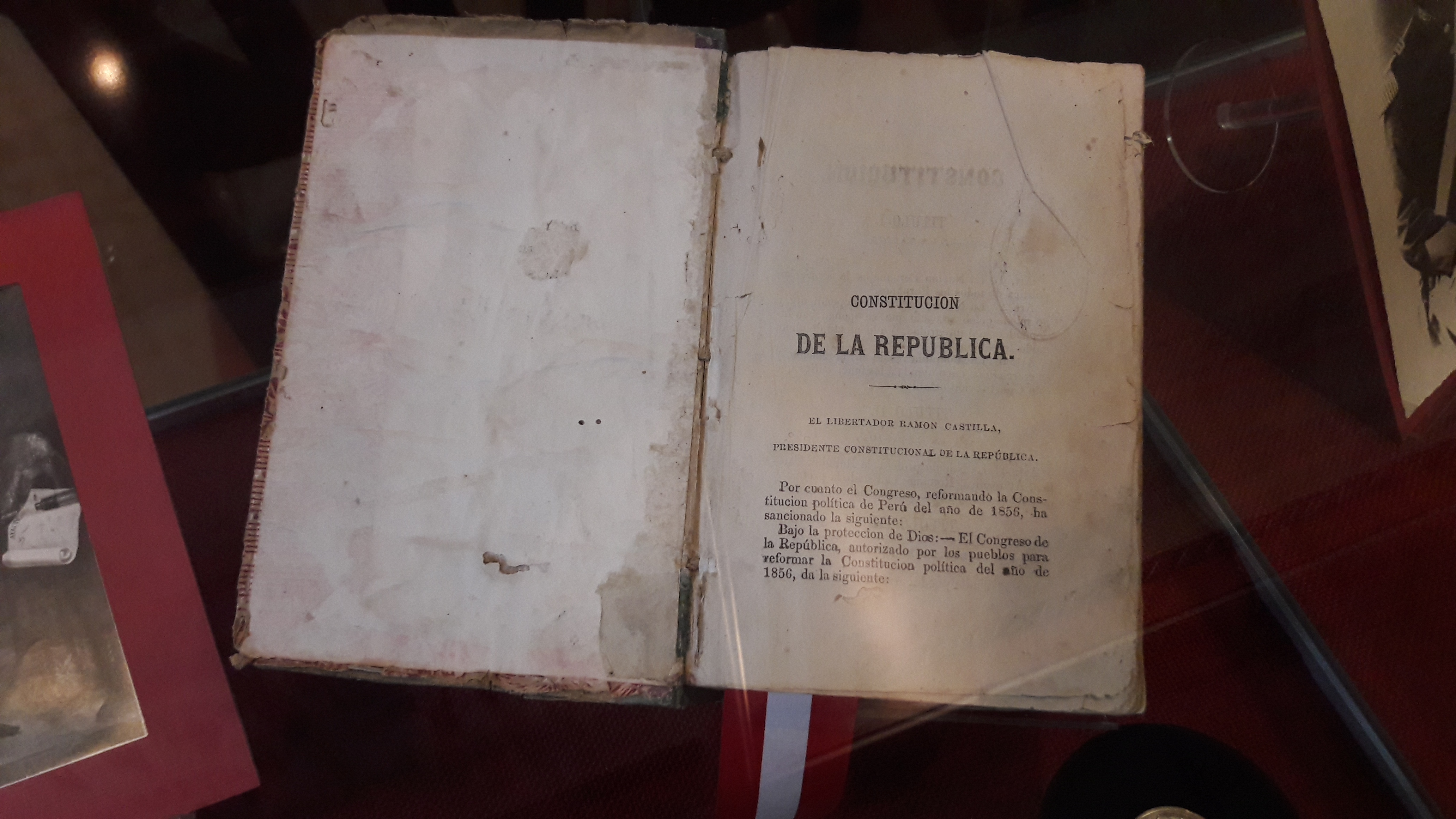
Constitución de la República Peruana de 1856.

La principal causa de la rebelión conservadora fue la promulgación de la Constitución Liberal de 1856, ocurrida el 19 de octubre de ese año por la Convención Nacional (Congreso Constituyente) que se había instalado el año anterior. Esta Constitución suprimió la pena de muerte; implantó la gratuidad de la enseñanza, específicamente primaria; redujo la edad a 28 años para ser representante del pueblo; otorgó el voto directo a los ciudadanos que supieran leer y escribir, o que fuesen propietarios, jefes de taller, soldados y marinos retirados (sin importar que estos fueran analfabetos). El Congreso cobró gran fuerza y se volvió prácticamente unicameral, pues no había diferencias entre diputados y senadores. Mientras que el Poder Ejecutivo quedó muy limitado en sus atribuciones: se creó el Consejo de Ministros como entidad autónoma; se autorizó la intervención del Congreso en el nombramiento de los jefes del ejército y la marina; se redujo el mandato presidencial de seis a cuatro años, entre otras reformas.
El gran mariscal Ramón Castilla, Presidente Provisorio del Perú en ese momento, si bien había subido al poder con el apoyo de los liberales, expresó su discrepancia con la Constitución liberal porque limitaba mucho la autoridad del Presidente de la República. A pesar de ello, juramentó la Constitución el 18 de octubre de 1856.
La población manifestó también su descontento contra la Convención, por los ataques que sus representantes liberales hacían a la Iglesia Católica, en un país predominantemente católico. Pese a los intentos de los liberales de declarar la libertad de cultos, esto no se logró, y la religión católica continuó siendo protegida por la Nación, no permitiéndose el ejercicio de otra. Pero si lograron abolir los diezmos, primicias y otros derechos parroquiales. La Convención prohibió también el ingreso de la Compañía de Jesús, expulsada del Perú en el siglo XVIII. De otro lado, la ciudadanía criticó severamente que los miembros de la Convención Nacional se elevaran las dietas (estipendios), mientras que se disminuían el sueldo de los empleados civiles y militares.
En general, el gobierno de Castilla sufrió muchas críticas de diversos sectores de la población y eso fue lo que capitalizaron los conservadores. Por ejemplo, se criticó el excesivo gasto en la manumisión de esclavos. Por cada esclavo liberado, el Estado debía indemnizar al propietario con 300 pesos; en total se manumitieron a 25 mil esclavos. Pero según el censo de 1852 había 15 mil esclavos en el Perú, por lo que es evidente que hubo allí un fraude de parte de los propietarios. Se sabe que estos incluyeron en la lista a esclavos muertos o inflaron dolosamente la cantidad de esclavos que poseían antes del decreto de manumisión. El Estado desembolsó 2.8 millones de pesos en efectivo y 5.2 millones de pesos en vales por un total de 8 millones de pesos. Otra de las críticas fue con respecto a las elecciones de 1855 para la Convención Nacional, en las que fueron excluidos para ejercer el sufragio los servidores públicos del régimen anterior, mientras que se permitía el voto a negros libertos y a gente analfabeta. También se criticó severamente la ley dada por el gobierno para establecer una Contribución General (marzo de 1855), que en realidad se trataba del restablecimiento, con otro nombre, del tributo indígena, cuya abolición había sido una de las banderas de la revolución de 1854. La Convención frenó dicho intento.
El gobierno de Castilla se ganó pues muchos detractores. Síntoma de ese malestar fueron los levantamientos en: Arequipa (julio de 1855), en Islay (marzo de 1856), en Chincha (14 de abril), en Nauta (30 de junio), en Trujillo (15 de agosto), en Tacna (22 de septiembre), en Ayacucho, en Áncash y en otros lugares. En Lima se produjo la rebelión del general Fermín del Castillo, que fracasó, por lo que dicho caudillo tuvo que partir al exilio.

## El levantamiento de Arequipa
El 31 de octubre de 1856 se inició el levantamiento conservador en Arequipa, con un movimiento popular encabezado por Domingo Camino y Diego Masías y Llosa, los mismos que dos años antes habían apoyado la rebelión contra José Rufino Echenique. Ellos invitaron a Manuel Ignacio de Vivanco, que había regresado de su exilio en Chile, a liderar el movimiento. En pocos días se armaron 500 hombres. El gobierno envío a Arica a la goleta Loa y al vapor Ucayali que desembarcaron dos escuadrones de cazadores a caballo y medio batallón de infantería, tomando a su vez a presos políticos acusados de conspiración, que fueron encarcelados en los pontones Highlander y Caupolicán, frente a Arica. También llegó al sur el gran mariscal Miguel de San Román a tomar el mando de las fuerzas del gobierno, el cual intimó la rendición de Arequipa el 16 de noviembre.

## La sublevación de los marinos
El 16 de noviembre, la fragata Apurímac, anclada en Arica, fue sublevada por dos jóvenes oficiales a favor de Vivanco. Estos fueron el teniente segundo Lizardo Montero y el alférez de fragata Miguel Grau, que aprovecharon que el comandante de la nave, el Capitán de Navío José María Salcedo, estaba en tierra en la casa del cónsul inglés. El primer acto de los marinos rebeldes fue liberar a los presos políticos que Castilla retenía en los pontones Caupolicán y Highlander frente a Arica.
El Apurímac marchó al norte y sublevó en Islay al Loa. El capitán de dicho puerto, Emilio Díaz Seminario, medio hermano de Miguel Grau, se pasó al bando rebelde. En Islay se hallaba San Román con los generales Pedro Diez Canseco y Agustín Lerzundi además de 180 gendarmes, que se retiraron hacia Tacna, pero el día 19 de noviembre se encontraron con el coronel rebelde Brousset, que con solo veinte jinetes y quince infantes los dispersó. San Román huyó solo hacia Puno. Lerzundi murió en uno de los choques armados, el día 21 de diciembre.

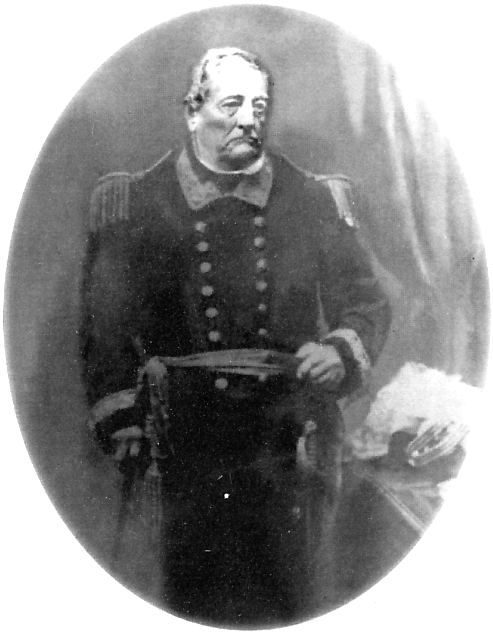
El marino Ignacio Mariátegui y Tellería se mantuvo fiel al gobierno de Castilla y fue ascendido a Contralmirante.

Castilla declaró piratas a los buques rebeldes para que cualquier escuadra extranjera (francesa o inglesa) pudiera atacarlos y formó una división naval al mando del capitán de navío Ignacio Mariátegui conformada por el transporte Tumbes y el vapor Ucayali para recuperar al Apurímac. Pero en alta mar se sublevó el Tumbes (27 de noviembre) con su comandante, el capitán de corbeta Federico Alzamora y desembarcó a las fuerzas de abordaje que estaban al mando del coronel Mariano Ignacio Prado en las Islas de Chincha. Se nombró al contraalmirante Domingo Valle Riestra como comandante general de la escuadra rebelde, que contaba con 78 oficiales, entre ellos cinco capitanes de navío; se trataba ya de una sublevación general de la Marina. También se nombró a Ricardo Palma como contador general de la armada rebelde. Como la fragata Amazonas estaba de viaje a Hong Kong, el gobierno de Castilla se quedó únicamente con el vapor Ucayali.
La Apurímac y el Loa atacaron Arica el 27 de noviembre, debido a que la guarnición gobiernista, compuesta de 100 hombres, se negaba a proporcionarle víveres. Los rebeldes tomaron el puerto causando 18 muertos, pero luego de aprovisionarse, se retiraron.
La flota rebelde tomó las Islas de Chincha el 28 de diciembre, donde también capturaron el vapor Izcuchaca y comenzaron a vender guano, lo que financió la sublevación, aunque no se interrumpió los contratos que el gobierno tenía con comerciantes franceses, ingleses y norteamericanos. Los rebeldes vendieron guano a comerciantes de Valparaíso amigos de Vivanco. La Convención declaró ese acto como robo de la propiedad nacional y criminales a los que comerciaran con ellos, además que facultó al Ejecutivo para que tratara con los diplomáticos de Gran Bretaña y de Francia para que prestaran su concurso en caso necesario sobre la custodia del guano de las islas. Con el dinero del guano los rebeldes compraron en Chile armas y dos vapores: el Volcán, al que llamaron Arauco, y el Peytona, rebautizado como Lambayeque.

## La campaña del norte y bloqueo del Callao

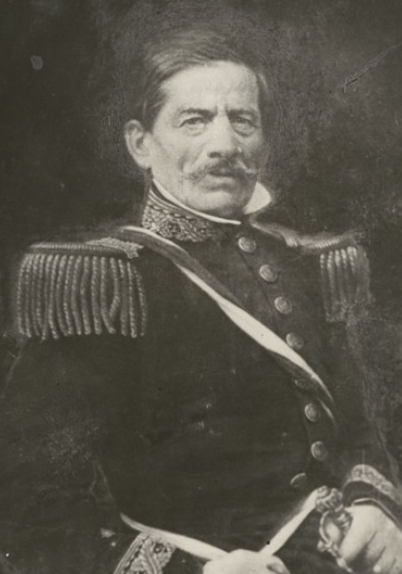
Ramón Castilla encargó el Poder Ejecutivo al Consejo de Ministros desde el 1 de abril de 1857 para tomar la dirección militar contra Vivanco.

Vivanco, tras tomar Moquegua, decidió hacer una campaña al norte del Perú, llamado la Campaña de Piura en donde esperaba obtener el apoyo de los hacendados descontentos por la abolición de la esclavitud. En efecto, el 12 de diciembre de 1856, Piura se declaró a favor de Vivanco y al día siguiente, Paita. Castilla previamente había mandado al vapor Ucayali al norte, transportando una división al mando del general Manuel Layseca, que desembarcó en Pacasmayo el 17 de diciembre. En esas tropas estaba el teniente coronel Francisco Bolognesi. Estas fuerzas inmediatamente emprendieron su ofensiva sobre Trujillo, a la que ocuparon sin dificultad el 23 de diciembre.
Se embarcaron 1000 rebeldes en el Loa y el Tumbes, que junto con la Apurímac, empezaron a bloquear al Callao desde el 31 de diciembre de 1856. El Callao estaba defendido por viejos cañones y los cañones del Amazonas: 14 cañones de 32 libras, 6 de 68 libras y uno de 110 libras. Vivanco esperaba una sublevación en el Callao que debía empezar ese día, pero esta nunca se produjo; más bien llegó Castilla a las once de ese día con fuerzas de Chorrillos y Lima. El 1 de enero de 1857, dos lanchas destacadas de la Apurímac tomaron la barca Catalina Hayes pero fracasaron en su intento de capturar la barca Teresa Terry debido al fuego de fusilería proveniente del vapor Ucayali. 
El 8 de enero, el Loa y el Tumbes abandonaron el bloqueo y se dirigieron al norte, quedando sola la Apurímac frente al Callao. La Apurímac intentó el día 29 tomar el Ucayali, pero este fue bien defendido por Mariátegui y los cañones del puerto. Está última acción le permitió a Mariátegui ascender a Contralmirante.
Mientras tanto, el Loa desembarcaba en Supe a 400 hombres al mando del coronel Morote, pero los vivanquistas de la zona ya habían retrocedido de Chancay a Pativilca, debido a que fuerza del gobierno los había derrotado en combate y capturado a 24 de ellos. 
Por su parte, el Tumbes desembarcó en Casma a Vivanco, que estableció su cuartel general en Nepeña, mientras que su partidario, el mariscal Antonio Gutiérrez de la Fuente, ocupaba Trujillo, el 29 de enero, aunque poco después la desocupó para proseguir hacia Piura. Al mismo tiempo, el general José Bustamante sublevaba Ayacucho a favor de Vivanco. Otra expedición despachada por Vivanco al callejón de Huaylas ocupó Carhuaz, pero fue derrotada en su avance sobre Huaraz. Asimismo, Piura era ocupada por tropas vivanquistas al mando del coronel Manuel González de la Cotera. Recapturada Trujillo por los gobiernistas, Vivanco estableció su nuevo cuartel en Chiclayo.
Además del avance de los rebeldes, Castilla tuvo que afrontar la renuncia de tres de sus ministros (Mariano Felipe Paz Soldán, Jervasio Álvarez y Montaño y José Santos Castañeda) debido a que estos pedían medidas más conciliatorias con los rebeldes. Se conformó un nuevo gabinete ministerial presidido por el general José María Raygada. Pese a todo, el centro del país quedó pacificado con una expedición que dirigió el general Pedro Diez Canseco que derrotó a los rebeldes en Huanta (22 de marzo).
El contralmirante Mariátegui, al mando del vapor Ucayali, salió del Callao en la noche del 18 de marzo, franqueando a la Apurímac, para sorprender a guaneros piratas en las Islas Guañape. El 21 se enfrentó en combate en San José a las goletas Tumbes y Loa, a las que quiso sorprender para abordarlas y capturarlas, pero falló. En San José también estaban las barcas Catalina y Malakoff. El 30 de marzo regresó la Ucayali al Callao, cuando ya la Apurímac había ido a Pisco por víveres.
El 16 de marzo, el gobierno de Castilla compró a la Pacific Steam Navigation Company por 111 mil pesos el vapor Santiago, a la que rebautizó como Huaraz. Este vapor era un transporte lento y antiguo que desplazaba mil toneladas de registro. Castilla tomó entonces una decisión audaz: el 1 de abril se embarcó en el Huaraz, con cinco batallones en total (Castilla, Pichincha, Callao, Izcuchaca y Paucarpata), de dos mil hombres armados, y con semejante peso para un transporte obsoleto, partió del Callao con rumbo al norte, desembarcando en Pacasmayo el 4 de abril, desde donde avanzó sobre Chiclayo. Enterado del avance de su adversario, Vivanco dejó Chiclayo el 5 de abril y se fue a Piura para reforzarse con las tropas de La Cotera y presentar batalla, pero encontró allí una nueva situación. Los vecinos de Piura habían obligado a La Cotera a reconocer la Constitución de 1856 y él se declaró neutral en la guerra civil. Ante esta defección, Vivanco se retiró a Paita con el propósito de embarcarse; allí encontró las barcas Catalina y Malakoff, acompañado de un ejército compuesto por 400 hombres del batallón Arequipa, 150 hombres del Apurímac, 200 reclutas de Lambayeque, una montonera y 50 jinetes. Poco después la Apurímac capturó cerca de Paita al Huaraz y el ejército rebelde se embarcó en ambos buques, haciendo correr la voz que atacaría a las fuerzas de Layseca en Trujillo, dejando abandonadas en Paita a las barcas Catalina y Malakoff. Pero se dirigieron hacia al Callao, para hacer un ataque sorpresa.
Mientras Vivanco enrumbaba al Callao, Castilla ocupaba Piura el 20 de abril, sometiendo a La Cotera. Todo el norte fue así recuperado por el gobierno. Pero Castilla no podía regresar de inmediato a Lima por falta de buques y se quedó esperando un vapor de línea.

## Intervención de Reino Unido. El incidente del vaporNew Granada
Desde el inicio de la guerra, el gobierno de Reino Unido se mostró partidario de Castilla, aunque decidió no inmiscuirse en los asuntos internos de Perú. Anteriormente lo había hecho en 1831 y 1844.
El 15 de marzo de 1857, el vapor New Granada de la Pacific Steam Navigation Company fue abordado en altamar por la goleta rebelde Tumbes, apoderándose de la caja del dinero que este vapor llevaba para el ejército de Castilla al norte, además de otros cajones de correspondencia. Anteriormente, el 8 de enero la misma goleta había abordado el vapor Bolivia. El almirante Bruce, jefe de la escuadra británica del Pacífico que estaba en el Callao desde el inicio de la guerra, irritado por el hecho, despachó a la corbeta HMS Pearl a encontrar a los culpables, a exigir una disculpa y a la devolución del dinero. La Pearl encontró al Loa y al Tumbes anclados en San José el 28 de marzo y envió oficiales a cada una de ellas a pedir explicaciones. Como no pudiese identificar a los autores del atropello, abordó los buques a las nueve de la noche y se apoderó de ellos. Se envío un mensaje a Vivanco en tierra, pero su altisonante respuesta decidió al capitán inglés enviar al Callao a los buques rebeldes, adonde llegaron el 1 de abril y acabaron en el fondeadero británico, cerca a la fragata HMS Monarch. Hasta allá fue el capitán de corbeta José de la Haza como representante de Vivanco (sus hermanos Diego y Antonio servían a Castilla, mientras Pedro también a Vivanco), quien demostró que la Tumbes era la responsable, por lo que lo dejaron retirarse al mando de la Loa.

## Ataque vivanquista al Callao
Vivanco llegó a aguas del Callao en la Apurímac y el Huaraz en la noche del 20 de abril con intenciones de tomar el puerto, pues pensaba que Castilla había trasladado al norte todo su ejército y dejado desprotegido al puerto. El Callao estaba al mando del general José María Plaza y contaba con las fuerzas de la arsenal, del castillo y la columna Constitución, así como milicias de ciudadanos rápidamente organizadas por Plaza.
En la noche del martes 21 de abril, el Apurímac y el Huaraz se acercaron a la desembocadura del río Rímac y en la madrugada desembarcó todas las tropas, que se dirigieron al puerto al mando del general Antonio Vigil y secundado por los coroneles Manuel Vargas Machuca y Manuel Lopera, iniciándose el combate cerca a las cinco de la mañana. Uno de los primeros en morir fue el general Plaza, tomando el mando de las fuerzas gobiernistas el general Manuel Diez Canseco. Los marinos del Ucayali desembarcaron para proteger el arsenal. También falleció el coronel Lopera. Durante el combate se cambiaron de bando unos 40 rebeldes. A las ocho de la mañana llegó el tren de Lima con tropas de refuerzos.
El resultado del ataque al Callao fue una completa derrota para Vivanco, que se quedó en la Apurímac con solo 25 hombres. A las once de la mañana del 22 de abril había 70 rebeldes muertos, 399 prisioneros y 23 heridos, además habían perdido a los generales Vigil y Allende, que lograron escapar, a 4 coroneles, a 4 tenientes coroneles, 10 sargentos mayores, 15 capitanes, 17 tenientes y 16 subtenientes. Por su parte, las fuerzas del gobierno tuvieron 50 muertos.
Esa cantidad de prisioneros rebeldes se debió a que, al tratar estos de regresar a sus buques, no hallaron lanchas para hacer el trasbordo y la población impidió que se dieran a la fuga por tierra. Ese mismo día, la Convención Nacional le confirió al Callao el título de Provincia Constitucional porque enarboló la bandera de la Constitución.
El 26 de abril abandonaron el Callao los buques rebeldes Apurímac y el Huaraz. Dos días antes, había salido del Callao la corbeta HMS Pearl para escoltar al vapor Bogotá de la Pacific Steam Navigation Co. que traía del norte al presidente Castilla acompañado por 25 oficiales, entre ellos el coronel La Cotera. La Apurímac, con Vivanco a bordo, pudo haber interceptado a ese vapor y Castilla se salvó fortuitamente de ser capturado.
La flota rebelde se reunió en las Islas de Chincha. Estaba compuesta por los vapores Apurímac, el Loa, el Izcuchaca, el bergantín Guise y el recién adquirido vapor Lambayeque. Este último era un vapor de hélice puesto a flote en 1853 que desplazaba 850 toneladas y que había llegado recién de Chile, llevando 1500 fusiles a Islay. Tras este refuerzo, Vivanco decidió seguir la guerra en Arequipa.

## El sitio de Arequipa

### Se rinde la escuadra rebelde

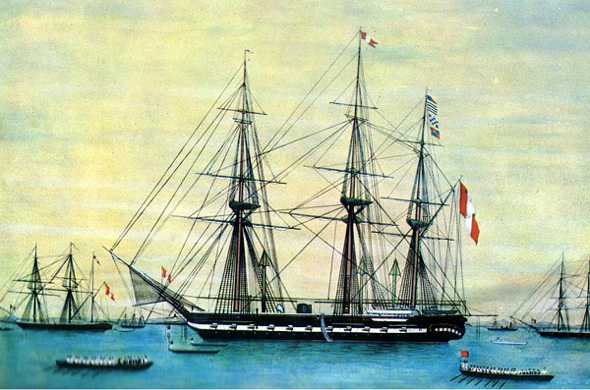
La fragata Apurímac fue el último buque en rendirse de la revolución conservadora.

Muchos marinos que se habían sumado a la revolución vivanquista estaban descontentos con el curso que esta había tomado. Una de esas razones era la disipación que Vivanco había incurrido con el guano incautado de las islas guaneras. También porque constataron el repudio mayoritario del pueblo peruano, con excepción de Arequipa, para con los revolucionarios.
Para evitar que Vivanco siguiera apoderándose del guano de las islas, la Convención Nacional autorizó al gobierno firmar un acuerdo con las potencias el 18 de mayo de 1857, lo que se concretó el día 21, cuando el ministro de Relaciones Exteriores Manuel Ortiz de Zevallos firmó un convenio con los representantes de Francia y Reino Unido, Albert Huet y Henry Sullivan respectivamente, para que las escuadras que estos países tenían en el Pacífico intervinieran para proteger el guano y así proteger los intereses de sus empresarios connacionales. Esto significaba que la marina rebelde quedaba en inferioridad, pues las fragatas extranjeras, la británica HMS Monarch y la francesa Perseverante, podían batir juntas a la Apurímac, que era la única fragata de la armada rebelde. 
Al mismo tiempo, Castilla ofreció a los rebeldes (jefes, oficiales y empleados) olvidar el pasado una vez que se rindieran.
El 22 de mayo, la escuadra rebelde conformada por el Loa, la Izcuchaca, el Guise y el Huaraz (exceptuando el Apurímac), dejaron las islas de Chincha para entregarse al gobierno. El 24 llegaban al Callao, en donde ya estaba el capitán de navío Pedro José Carreño que había dejado el Apurímac. En junio regresaba del norte la división del general Manuel Layseca y el 12 de ese mes el gobierno retomaba el control de las Islas de Chincha y del vapor Tumbes, este último devuelto por la escuadra británica.

### Comienza el sitio de Arequipa. Encuentro de Yumina
Cuando Vivanco regresó a Arequipa, fue muy bien recibido por sus ciudadanos, molestos porque Castilla hubiese pretendido contratar corsarios para atacar a la escuadra sublevada. Aunque Vivanco dio un discurso dando a entender que la guerra estaba perdida y que solo quedaba salvar el honor, rápidamente el entusiasmo de la gente hizo que se organizara un ejército.
El mariscal San Román, leal al gobierno, había organizado un ejército en Puno trasladándose a Tacna, donde recibió refuerzos del gobierno, y con más de tres mil hombres empezó el sitio de Arequipa. Las órdenes de Castilla, en actitud conciliadora, fueron que no tomara la ciudad por la fuerza, sino que la sitiara y rindiera a los rebeldes mediante una negociación.
El ejército de San Román se estableció en Yumina y el 19 de junio se iniciaron conversaciones entre los delegados de Vivanco y San Román en Paucarpata, el mismo lugar donde antaño se había rendido el ejército restaurador en 1837. Ese mismo día acabaron las negociaciones, pues Vivanco aceptó someterse a todas las condiciones, exceptuando el reconocimiento a la Constitución de 1856, lo que no fue aceptado por los gobiernistas. Ya desde antes la gente de Arequipa se había negado a aceptar una capitulación y recibió con alborozo esta noticia.
Vivanco salió a atacar las posiciones de San Román con un ejército de 1300 hombres y 500 guardias nacionales y ocupó las posiciones de Cerro Gordo y San Lucas que dominaban las de Yumina. El 29 de junio se produjo un fuerte combate de 10 horas en donde se retiraron las fuerzas del gobierno, pero los vivanquistas también se retiraron por falta de agua. Al día siguiente San Román regresó y ocupó el alto de Paucarpata, pero sus fuerzas habían tenido bajas de 1200 hombres entre muertos, heridos, prisioneros y dispersos. El 30 por la mañana, San Román desplegó sus fuerzas en una línea de una legua y el 1 de julio envió un parlamentario para proponer nuevamente un avenimiento. Luego se retiró a Quequeña donde esperó a Castilla.
Una división, embarcada en el Huaraz y escoltada por el Ucayali, salió del Callao y llegó a Arica el 5 de julio. Pasó luego a Tacna por ferrocarril y quince días después ya estaban en Arequipa.[cita requerida] Por su parte, Castilla se embarcó desde Lima hacia el sur con cañones de gran calibre y una pequeña fuerza. Al desembarcar en Ilo tuvo un percance con los cañones, que al momento de ser remolcados mediante lanchas fueron arrojados por las olas hacia las peñas, y tuvieron que ser rescatados con esfuerzo por los pobladores de Tambo.
Castilla se unió con San Román en Quequeña el 20 de julio y reorganizó su ejército, esperando a la división del general Manuel Diez Canseco que, desde Ayacucho, debía marchar a reforzar sus tropas. Pero Diez Canseco se demoró y Castilla se enfureció tanto al punto que le abrió causa en el fuero militar, no obstante ser su cuñado.
Castilla estableció su campamento en Sachaca y ahí instaló los cañones de gran calibre que trajo desde la costa tirado por bueyes. Se inició un largo asedio de varios meses, consistentes en disparos de día y combates de guerrilla durante la noche. El 30 de noviembre, la segunda compañía del batallón Ayacucho, al mando del teniente Andrés Avelino Cáceres, repelió una fuerza en Siete Chombas y su empuje hizo que esta fuerza llegara a las primeras calles de la ciudad, pero tuvo que retirase al escuchar las cornetas por verse en el peligro de quedar cercado.[cita requerida]
En Arequipa, el artesano Javier Sánchez formó con 300 hombres de su gremio la «Columna Inmortales» y tuvo la integridad de rechazar una oferta de seis mil pesos que le hicieron los sitiadores para que se pasara a los gobiernistas. También se cortaron las cañerías para fabricar cañones y se aplicó la idea, antes de la aparición del sistema Krupp, de cargarlos por atrás.
Castilla envió parlamentarios para intimar la rendición. Uno de ellos fue el coronel Mariano Ignacio Prado, pero Vivanco se negó a abrir la carta que llevaba porque en el sobre no se le mencionaba con su rango de General. El pueblo de Arequipa, al conocer el incidente, se congregó y le dio el título de Mariscal de Yumina, ratificado por actas populares (22 y 23 de enero de 1858).

### Fin de la Convención
Desde el 1 de abril de 1857, por ausencia de Castilla, las funciones del Ejecutivo en Lima las desempeñaba el Consejo de Ministros, presidido por el general José María Raygada e integrado por Manuel Ortiz de Zevallos, Juan Manuel del Mar y Luciano María Cano. A lo largo de ese año se agudizaron las diferencias entre el Ejecutivo y la Convención. La Convención no aprobaba siempre los ascensos militares propuestos por el Ejecutivo y pidió que se suspendiera la persecución contra el general Fermín del Castillo, apresado en el Callao en julio; además, hubo una interpelación al ministro de Hacienda en septiembre.
La Convención dio una ley el 28 de octubre que ordenaba al Consejo de Ministros a nombrar una comisión autorizadora para terminar la guerra civil existente. El arreglo debía ser aprobado por la Convención. Luego el ejército debía reducirse y se convocaría a elecciones para Presidente y Vicepresidente. Esta fue la última ley que expidió la Convención. Hay que destacar que en Lima había un malestar general en la población en contra de la Convención porque esta duraba ya mucho tiempo, a pesar de que su objetivo había sido solo promulgar la nueva Constitución. Otra razón para el descontento era que los convencionales se habían subido las dietas mientras que disminuían el sueldo de los empleados civiles y militares.

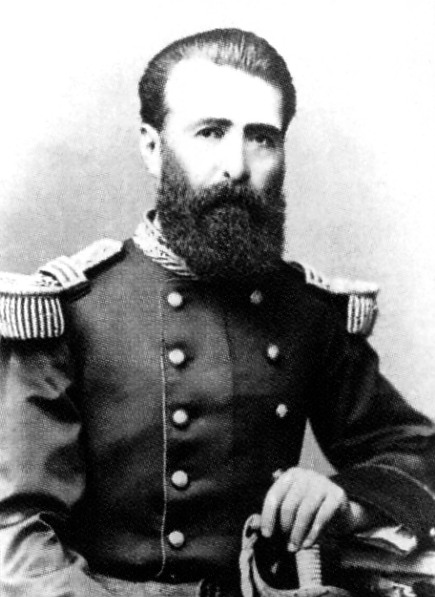
El coronel Pablo Arguedas se encargó de disolver la Convención Nacional.

El 29 de octubre se renovó la mesa directiva de la Convención, eligiéndose como presidente a Manuel Toribio Ureta y no hubo sesión hasta su reanudación el 2 de noviembre. Ese día, las tropas del batallón Castilla, al mando del coronel Pablo Arguedas ingresaron al recinto legislativo y disolvieron la Convención. Los soldados, apuntando con bayoneta calada, expulsaron uno por uno a los convencionales. El Consejo de Ministros declaró que se encontraba impedido de ofrecer garantías a la Convención y aunque tenían noticias desde una semana antes del golpe que preparaba Arguedas, solo se limitaron a enviar un correo a Castilla para comunicarle los hechos. Uno de los principales argumentos de Arguedas para su accionar era que la Convención había tratado de arrebatarle el poder a Castilla y calificaba de débil la conducta del Consejo. Castilla no disculpó el atentado, pero tampoco castigó a sus perpetradores ni restableció la Convención.
La disolución de la Convención fue muy celebrada en Arequipa entre los vivanquistas.

### Conflicto diplomático con Estados Unidos
Los vivanquistas siguieron autorizando a comerciantes para que cargaran guano a cuenta de la rebelión, pero no solo en las Islas de Chincha. El buque gubernamental Tumbes, al mando del capitán de corbeta Dueñas, capturó a la barca estadounidense Dorcas C. Yeaton en alta mar, sospechosa de estar fletada por los rebeldes para cargar guano en Pabellón de Pica. Dueñas declaró que la jurisdicción del Perú llegaba hasta las 180 millas desde tierra. El Tumbes capturó, luego, las barcas estadounidenses Lizzie Thompson y Georgiana cuando se hallaban en Punta de Lobos y Pabellón de Pica cerca de Iquique. Todas las barcas fueron llevadas al Callao (enero de 1858) y sus capitanes puestos a juicio, junto con el estadounidense Sartori, agente comercial de los vivanquistas. Esas barcas fueron después incorporadas a la Marina Peruana con los nombres de Arica, General Plaza e Iquique.
Estos acontecimientos provocaron una agria polémica entre el agente diplomático estadounidense John R. Clay y el ministro de Relaciones Exteriores del Perú Manuel Ortiz de Zevallos. El Perú logró obtener dictámenes favorables de juristas estadounidenses, pero la Secretaría de Estado estadounidense planteó al encargado de negocios del Perú en Estados Unidos, Cipriano Coronel Zegarra, que el Perú debía admitir responsabilidad por los daños y pérdidas ocasionados a los propietarios y tripulantes de las barcas, con indemnizaciones fijadas por una comisión mixta. Coronel Zegarra no aceptó estas condiciones y en represalia, el gobierno estadounidense le entregó su pasaporte, al mismo tiempo que era retirado el ministro estadounidense en Lima, Clay. 
El cambio de gobierno en Estados Unidos (de James Buchanan a Abraham Lincoln), favoreció el apaciguamiento de la controversia. Finalmente fue sometida al arbitraje del rey de Bélgica en diciembre de 1862. En la solución de este conflicto, favorable al Perú, tuvo importante actuación el diplomático peruano Federico Barreda, en su calidad de agente confidencial, primero, y luego como ministro del Perú en Estados Unidos.

### La toma de Arequipa

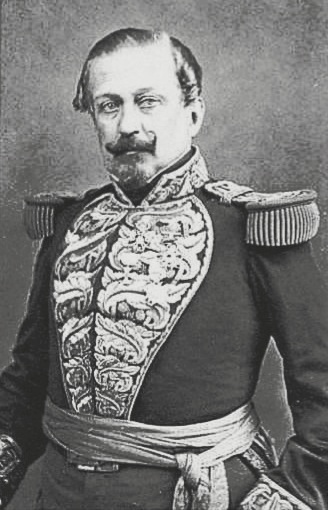
El general Manuel Ignacio de Vivanco, caudillo ilustrado y empedernido rival del mariscal Ramón Castilla.

Cada día la lucha en Arequipa se volvía más intensa. El 3 de enero de 1858, la fragata rebelde Apurímac capturó en Islay un vapor mercante con oficiales y artículos de guerra para el ejército, por lo que Castilla se vio obligado a llamar al batallón que conservaba en Islay, para reforzar el asalto a Arequipa. El 13 de enero de 1858 se libró el combate de Bellavista que fue muy fuerte e indeciso. La escuadra del gobierno capturó al vapor Lambayeque.
En esas circunstancias, la Apurímac y el Arauco viajaron a Valparaíso persiguiendo al Tumbes, pero en el puerto chileno, el general vivanquista Rivas tuvo una entrevista con Echenique y este le dio 80 mil pesos chilenos que sirvió para pagar a los marinos insurrectos, además que muchos peruanos exiliados abordaron el Arauco con un cargamento de armas. En convoy viajaron ambos buques a Iquique, en donde engancharon algunos hombres y con una fuerza de 300 se decidieron a atacar Arica. El domingo 21 de febrero, los rebeldes desembarcaron, por primera vez en la guerra, en Arica. Las tropas del gobierno a órdenes del prefecto Zavala opusieron una gran resistencia, pero el Apurímac empezó a bombardear el indefenso puerto, disparando unos 200 cañonazos. La lucha fue en las calles de la ciudad, con un saldo de unos 200 muertos y más de 60 heridos. Luego, el general Rivas marchó a Tacna por ferrocarril mientras Montero con la Apurímac se dirigió a Islay, quedándose el Arauco en Arica.
Entre el 27 de enero y 5 de febrero de 1858, el ministro plenipotenciario chileno, Ramón Luis Irarrázaval, condujo negociaciones por la paz en Arequipa, con aprobación de Castilla, pero se encontró con la evasiva de Vivanco, quien exigió como requisito para la paz el retiro definitivo de la escena política de Castilla y de él mismo. Enterado Castilla de la respuesta de Vivanco, dijo que él no tenía ningún problema en retirarse de la vida pública si de eso dependiera la pacificación del Perú, pero que no lo haría solo porque Vivanco lo exigiera.
El 3 de marzo la Apurímac llegó a Islay horas antes que un vapor de la Pacific Steam Navigation llegara con exiliados políticos, entre los que estaban Manuel Toribio Ureta y varios exmiembros de la Convención Nacional. De esta manera bloquearon a Castilla y este se decidió por un ataque contra Arequipa.
Castilla movió su ejército en la medianoche del 5 de marzo hasta el antiguo panteón de Miraflores. El sábado 6 de marzo empezó el ataque por el Alto de San Pedro; la lucha fue tan dura que, una bala le quitó a Castilla los anteojos con que observaba la batalla. Luego el ejército tomó la Caja de Agua y a las once de la mañana, el fuerte Malakoff, muriendo todos sus defensores. Los ejércitos peleaban casa por casa. La lucha se concentró en las torres Santa Rosa y Santa María. Al llegar la noche ya estaban ocupados el templo Santa Rosa y la primera trinchera de este nombre. A las once de la noche, Vivanco escribió una carta al ministro Irarrazával con el objetivo de pedir la suspensión de las hostilidades, que llegó a manos de este a las 2 de la madrugada. Fue inútil. Al amanecer del domingo 7, Castilla emprendió un nuevo ataque. En la acequia de Santa Rosa la sangre corrió como agua. A las 10 de la mañana fueron asaltados la trinchera y muros de Santa Rosa, muriendo todos los miembros de la Columna Inmortales. A las 11:35 a. m. terminó la batalla y los vencedores se reunieron en la Plaza de Armas. Hubo en total, entre ambos bandos, unos 3 mil muertos, la mayoría civiles arequipeños. Ocho meses en total había durado el sitio de Arequipa.
Vivanco se ocultó para escaparse, una vez más, a Chile. Se difundió el rumor de que Castilla lo dejó escapar. En su viaje al destierro, Vivanco confesó a una persona importante de que estaba escarmentado y que no volvería a confiar en esos “chicheros” que lo habían traicionado.
Los marinos sublevados volvieron a la obediencia al gobierno en Arica el 17 de marzo, después de las gestiones realizadas por el prefecto de Moquegua, el coronel Juan Espinosa. Los rebeldes obtuvieron pago de la tripulación y de la tropa, garantías y seguridades personales y libertad para salir del país o residir en él. Muchos marinos importantes fueron dados de baja, como Lizardo Montero, Miguel Grau, Mariano Jurado de los Reyes y Luis Germán Astete.

### Bolognesi y Cáceres en el asalto a Arequipa
Dos futuros héroes de la Guerra del Pacífico, leales al gobierno de Castilla, se destacaron por su valor y arrojo en la toma de Arequipa. Ellos fueron Francisco Bolognesi y Andrés Avelino Cáceres. 
El entonces teniente coronel Francisco Bolognesi era el primer jefe de la Brigada de Artillería y comandante del Escuadrón Volante. Manejó hábilmente dos obuses sobre el fuerte Santa Rosa y recibió dos balas en el muslo derecho, siendo atendido por el médico personal de Castilla. En mérito a su actuación, ese mismo día fue ascendido al grado de coronel.
El entonces capitán Andrés A. Cáceres fue encargado de abrir brecha en las posiciones de los sitiados, avanzar hasta la iglesia de San Pedro y colocar allí la bandera de su compañía, lo que logró tras perder a la tercera parte de sus subordinados. Luego se dirigió a desalojar a los parapetados en la iglesia de Santa Marta, cuando una bala le hirió en el párpado inferior del ojo izquierdo. Tan grave fue su herida que lo dieron por muerto, pero los encargados de recoger los cadáveres notaron que aún vivía, siendo entonces atendido oportunamente.

## Consecuencias
Si bien la revolución conservadora de Vivanco fue derrotada, sus reclamos esenciales acabaron por imponerse. Castilla se apartó de los elementos más radicales del partido liberal y se rodeó de políticos más moderados, que dieron otro giro a la política peruana.
El objetivo principal de la revolución conservadora había sido derogar la Constitución Liberal de 1856, y ese reclamo terminó dándose. Si bien no se restituyó la Constitución conservadora de 1839, Castilla propició la dación de una nueva, que fue la Constitución moderada de 1860.
Otro de los objetivos de la sublevación había sido disolver la Convención Nacional, lo cual ocurrió en plena lucha. La Convención, de mayoría liberal, se había vuelto muy impopular por su tendencia anticlerical en un país católico, y se fue desgastando por su enfrentamiento con el Ejecutivo. Castilla comprendió la necesidad de separarse de los liberales más radicales, que con sus reformas intempestivas se iban ganando la animadversión de la ciudadanía. La Convención acabó por ser disuelta por la tropa, mientras Castilla se hallaba ausente de la capital y dirigiendo personalmente la guerra en Arequipa. Todo ello ocurrió en medio de la alegría de los conservadores y la indiferencia del resto de la población. Se podría decir que fue la misma Convención la que propició su caída por su extremismo.
Los buques rebeldes se reintegraron a la Marina peruana. El Apurímac cambió de nombre por Callao, en homenaje al heroísmo del pueblo chalaco al contener a los vivanquistas. Y los buques que los rebeldes habían adquirido en Chile pasaron a engrosar la escuadra nacional. Tales fueron el vapor a hélice Lambayeque que cambió su nombre por General Lerzundi y el vapor a ruedas Arauco, que fue rebautizado como Sachaca.
Castilla expidió el 12 y 14 de marzo de 1858, dos decretos suprimiendo el departamento de Arequipa y convirtiéndolo en provincia. La Caja Fiscal fue trasladada a Islay. El secretario de Castilla, el arequipeño doctor Bustamante se negó a suscribirlo y fue reemplazado por Manuel Nicolás Corpancho. Pero el 13 de mayo de ese mismo año, Castilla solicitó al Consejo de Ministros restablecer el departamento de Arequipa, así como su Prefectura, Corte Superior y oficinas administrativas.
El Consejo de Ministros convocó a elecciones para un Congreso Extraordinario y para Presidente y Vicepresidente, de acuerdo a las normas de la Constitución de 1856 y con la ley electoral promulgada por la Convención. Castilla salió electo como Presidente con 432 mil votos, seguido por el general José Miguel Medina con 69 mil y Domingo Elías con 51 mil. Como Vicepresidente fue elegido Juan Manuel del Mar, antiguo ministro de Castilla. El nuevo Congreso se dedicó no solo a legislar, sino a reformar la Constitución. Pero Castilla temió que dicho Congreso se atreviera a vacarlo de su cargo y convocó en 1860 a elecciones para un nuevo Congreso Ordinario. Este Congreso, con predominancia gobiernista, asumió el carácter de Constituyente y se encargó de debatir una nueva Constitución, que no tuvo ya carácter liberal ni conservador, sino moderado. Fue promulgada el 13 de noviembre de 1860 y tuvo vigencia hasta 1920, siendo hasta ahora la que más larga vida ha tenido en el Perú.

## Dos versiones de la guerra vertidas a la ficción
- Nieves y Bustamante, María. Jorge, el hijo del pueblo. Arequipa: Imprenta de la Bolsa, 1892.

- Matto de Turner, Clorinda. Índole. Lima: Tipo Litografía, 1891.